# 陳祖堯
陳祖堯（1540年—？），字師欽，福建興化府莆田縣人，民籍，明朝政治人物。

## 生平
隆慶元年（1567年）丁卯科福建鄉試第七十六名舉人。隆慶二年（1568年）中式戊辰科會試第二百六十九名，三甲第二百二十二名進士。历官南安府知府，萬曆十一年（1583年）二月升贵州按察司副使。

## 家族
曾祖陳邦信；祖父陳若澄；父陳容，母張氏。永感下。